# Condar
Condar (Kondar) ist eine osttimoresische Aldeia im Suco Uma Caduac (Verwaltungsamt Laclo, Gemeinde Manatuto). 2015 lebten in der Aldeia 620 Menschen.

## Geographie
Condar liegt im Südosten des Sucos Uma Caduac. Nördlich liegt die Aldeia Ili-Mano. Im Südwesten grenzt Condar an den Suco Ilheu, im Südosten an den Suco Aiteas und im Osten an den Suco Sau. An der Südgrenze fließt der Nördliche Lacló, sein Nebenfluss, der Lago Molos (606 m) bildet die Grenze zu Ilheu. Im Nordwesten steigen Hügel zu einer kleinen Bergkette an, davor liegt getrennt im Norden der Berg Lilu mit seiner markanten Südklippe.
Durch den Süden führt die Überlandstraße von Manatuto nach Laclo. An ihr liegt der Ort Condar, Hier befinden sich der Sitz der Aldeia, die Kapelle Nossa Senhora und eine Grundschule.